# Comisión Constitucional del Congreso de los Diputados
La Comisión Constitucional del Congreso de los Diputados es la comisión parlamentaria encargada del estudio y debate de los asuntos con relevancia constitucional. Es la comisión encargada, asimismo, de estudiar los proyectos de Estatuto de Autonomía y sus reformas. Actualmente se compone de 37 diputados y posee una comisión homónima en el Senado.

## Origen e importancia

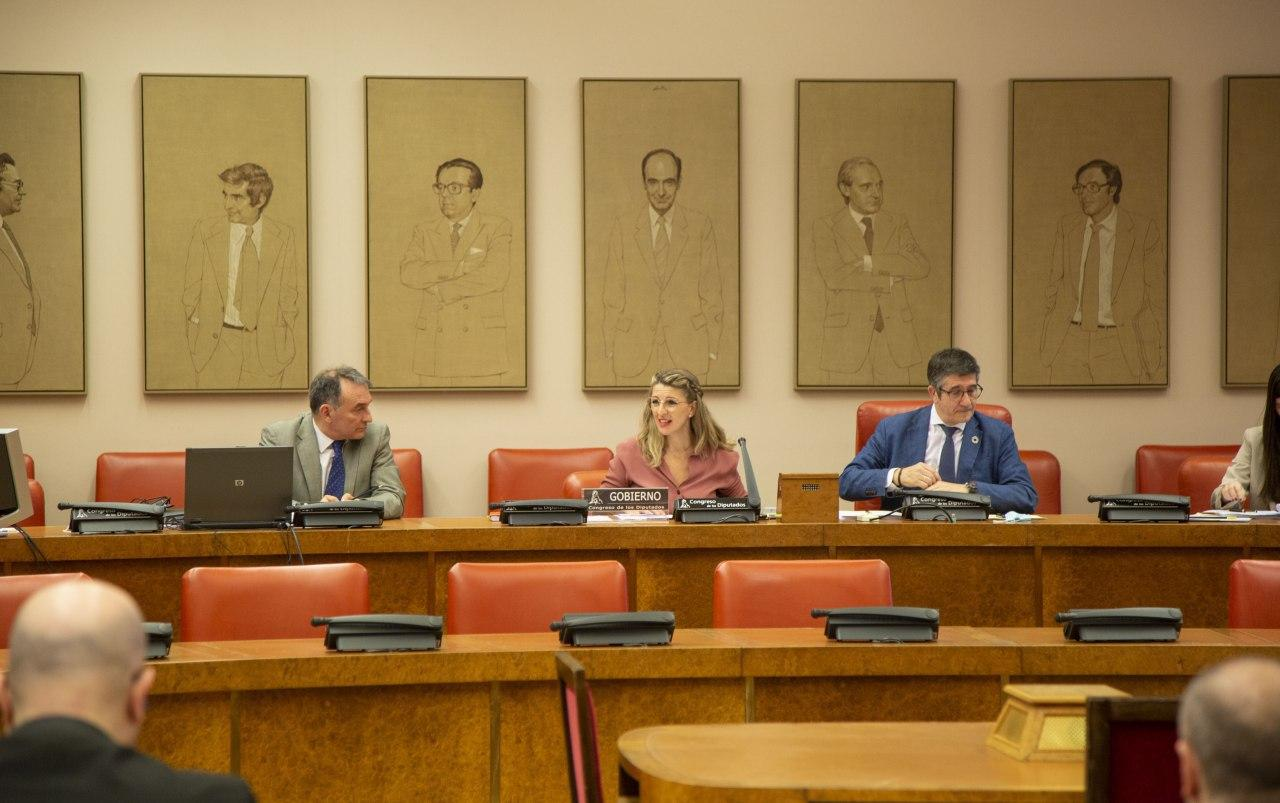
Vista de la Mesa de la Sala Constitucional, durante una comparecencia.

Es una comisión sumamente importante y de gran relevancia histórica no solo por los asuntos que trata, sino porque es la comisión que, desde sus orígenes, se ha encargado de redactar las diferentes constituciones. La Comisión fue creada por las Cortes de Cádiz en su sesión del 9 de diciembre de 1810 con el objetivo de proponer «un proyecto de Constitución política de la Monarquía». Entre diciembre de 1810 y marzo de 1811 se nombraron los miembros que la compondrían, que fueron un total de trece, aunque inicialmente solo se preveían ocho:
- Diego Muñoz-Torrero, diputado por Extremadura y presidente de la Comisión.
- Francisco Gutiérrez de la Huerta y Gómez, diputado por Burgos y vicepresidente de la Comisión.
- Evaristo Pérez de Castro, diputado por Valladolid y secretario de la Comisión.
- Agustín de Argüelles Álvarez, diputado por Asturias.
- Alonso Cañedo Vigil, diputado por Asturias.
- José de Espiga y Gadea, diputado por Cataluña.
- Andrés de Jáuregui, diputado por Cuba.
- Mariano Mendiola Velarde, diputado por Nueva España.
- Vicente Morales Duárez, diputado por el Perú.
- Antonio Oliveros, diputado por Extremadura.
- Antonio Joaquín Pérez Martínez, diputado por Nueva España.
- Pedro María Ric, diputado por Aragón.
- José Pablo Valiente y Bravo, diputado por Sevilla.

También formó parte en la comisión, como asesor externo, Antonio Ranz Romanillos.
Desde entonces, la comisión ha existido en todas las legislaturas y fue también la encargada de redactar la actual Constitución de 1978, asumiendo, brevemente, el nombre de Comisión de Asuntos Constitucionales y Libertades Públicas entre 1978 y 1979.

## Composición actual
| Mesa de la Comisión | Mesa de la Comisión | Mesa de la Comisión | Mesa de la Comisión                                                          | Mesa de la Comisión                                                            | Mesa de la Comisión                  | Mesa de la Comisión                  | Mesa de la Comisión        |                          |
| Presidente | Presidente | Vicepresidenta primera | Vicepresidenta primera                                                       | Vicepresidenta segunda                                                         | Vicepresidenta segunda               | Secretaria primera                   | Secretaria segunda         |                          |
| --- | --- | --- | ---------------------------------------------------------------------------- | ------------------------------------------------------------------------------ | ------------------------------------ | ------------------------------------ | -------------------------- | ------------------------ |
| Héctor Gómez Hernández (PSOE) | Héctor Gómez Hernández (PSOE) | Roberto Uriarte (UP) | Roberto Uriarte (UP)                                                         | Ana Beltrán (PP)                                                               | Ana Beltrán (PP)                     | María Dolores Narváez Bandera (PSOE) | Isabel Borrego (PP)        |                          |
| Miembros de la Comisión | | |                                                                              |                                                                                |                                      |                                      |                            |                          |
| Grupo Socialista | Grupo Popular | Grupo Ciudadanos | Grupo Unidas podemos                                                         | Grupo VOX                                                                      | Grupo ERC                            | Grupo Vasco                          | Grupo Bildu                | Grupo Mixto              |
| - Odón Elorza - Pablo Arangüena Fernández - Juan Carlos Campo - Andrea Fernández Benéitez - José Manuel Franco - Sergio Gutiérrez Prieto - Sofía Hernanz Costa - Isaura Leal Fernández - José Antonio Montilla Martos - Esther Peña Camarero - Vicent Manuel Sarrià Morell - Rafael Simancas - José Zaragoza Alonso | - Cayetana Álvarez de Toledo - José Antonio Bermúdez de Castro - Isabel María Borrego Cortés - Beatriz Marta Escudero Berzal - Belén Hoyo Juliá - Adolfo Suárez Illana - Edurne Uriarte | - Inés Arrimadas - José María Espejo-Saavedra - Juan Carlos Girauta - José Ignacio Prendes - Patricia Reyes Rivera - Albert Rivera | - Pablo Iglesias Turrión - Jaume Asens - Yolanda Díaz Pérez - Alberto Garzón | - Pedro Fernández Hernández - Ricardo Chamorro Delmo - Carla Toscano de Balbín | - Gabriel Rufián - Carolina Telechea | - Mikel Legarda                      | - Mertxe Aizpurua Arzallus | - Jaume Alonso-Cuevillas |
| Fuente: | | |                                                                              |                                                                                |                                      |                                      |                            |                          |

## Subcomisiones o ponencias

### Actuales
Actualmente la Comisión Constitucional no posee ninguna subcomisión o ponencia.

### Históricas
| Nombre                                                                             | Presidente              | Mandato                                         | Refs.  |
| ---------------------------------------------------------------------------------- | ----------------------- | ----------------------------------------------- | ------ |
| Ponencia constitucional al anteproyecto de Constitución                            | -                       | 1 de agosto de 1977-17 de abril de 1978         | [ 3 ]  |
| Ponencia sobre la Reforma del Estatuto de RTVE                                     | -                       | 7 de marzo de 1990-13 de abril de 1993          | [ 4 ]  |
| Ponencia de estudio sobre modificaciones en la Ley del Tribunal Cuentas            | -                       | 13 de junio de 1990-20 de mayo de 1992          | [ 5 ]  |
| Ponencia de estudio de la reforma legislativa electoral/control gastos electorales | -                       | 25 de noviembre de 1992-28 de diciembre de 1992 | [ 6 ]  |
| Ponencia para el estudio sobre la elaboración del censo electoral                  | -                       | 25 de noviembre de 1993-24 de marzo de 1994     | [ 7 ]  |
| Subcomisión de estudio del nuevo modelo de televisión y radio pública              | -                       | 12 de noviembre de 1997-18 de enero de 2000     | [ 8 ]  |
| Subcomisión sobre posibles modificaciones en el Régimen Electoral General          | Alfonso Guerra González | 2 de octubre de 2008-30 de junio de 2010        | [ 9 ]  |
| Subcomisión para la reforma electoral                                              | -                       | 10 de mayo de 2017-5 de marzo de 2019           | [ 10 ] |